# Maraial (ort)
Maraial är en ort i Brasilien.   Den ligger i kommunen Maraial och delstaten Pernambuco, i den östra delen av landet, 1 500 km nordost om huvudstaden Brasília. Maraial ligger 252 meter över havet och antalet invånare är 14 203.
Terrängen runt Maraial är kuperad norrut, men söderut är den platt. Maraial ligger nere i en dal. Närmaste större samhälle är Catende, 16,4 km nordost om Maraial.
Omgivningarna runt Maraial är en mosaik av jordbruksmark och naturlig växtlighet. Runt Maraial är det ganska tätbefolkat, med 56 invånare per kvadratkilometer.